# Christian Volbracht
Christian Volbracht (* 11. Oktober 1945 in Derneburg) ist ein deutscher Journalist und Autor, sowie als Büchersammler und Bibliograph ein Experte für ältere Pilzliteratur und die Geschichte der Trüffeln. Außerdem ist er Pilzsachverständiger der Deutschen Gesellschaft für Mykologie.

## Journalistische Karriere
Seine journalistische Karriere machte Volbracht bei der Deutschen Presse-Agentur dpa. Hier war er unter anderem als Dienstleiter im Inlandsressort tätig, bevor er 1978 für 10 Jahre als Büroleiter in Paris die Frankreich-Berichterstattung der Agentur prägte. In seinen Jahren in Paris erkundete Volbracht auch das gastronomische Frankreich und brachte den deutschen Lesern französisches „savoir vivre“ in vielen Reportagen näher. 1988 kehrte er aus Paris in die dpa-Zentrale in Hamburg zurück, um dort bis zu seinem Ruhestand 2010 und dem Umzug der dpa-Zentrale nach Berlin als Chef vom Dienst und Nachrichtenchef zu wirken.
Nach 2010 schrieb Volbracht als freier Autor über Gastronomie-Themen für die Deutsche Presse-Agentur (dpa). Heute ist er regelmäßiger Autor von Reportagen über große Weingüter der Welt für das Wein-Magazin „Fine“ im Tre Torri Verlag.
2012 erschien sein Buch „Trüffeln - Mythos und Wirklichkeit“ über die kulturelle und wissenschaftliche Geschichte der Trüffeln und die aktuellen Bemühungen um ihre Kultur.
2020 veröffentlichte Volbracht das Buch „Die Trüffel - Fake & Facts“ mit neuen Reportagen und Informationen. Das Buch wurde im Dezember 2020 mit dem Deutschen Kochbuchpreis in Gold ausgezeichnet.

## Mykologische Sammlung
In 40 Jahren baute Volbracht eine bedeutende Sammlung alter mykologischer Bücher auf. Seine Privatbibliothek „MykoLibri“ umfasst mehr als 5000 Bände, das älteste Buch der Sammlung ist die erste italienische Ausgabe des Plinius, ein Wiegendruck von 1481.
2006 hat Volbracht die Bibliographie „MykoLibri. Die Bibliothek der Pilzbücher“ vorgelegt. Dieser bibliographische Katalog seiner Sammlung umfasst Bücher, Schriften und Drucke aus sechs Jahrhunderten (1481–1959) und gilt heute als das bibliographische Standardwerk für ältere mykologische Werke. Ein Ergänzungsband erschien im Jahr 2017.
Aus Volbrachts Sammlertätigkeit ist ein Antiquariat hervorgegangen, das ausschließlich auf ältere Bücher über Pilze spezialisiert ist.
Im Herbst 2015 zeigte Volbracht eine Auswahl seiner historischen Bücher über Trüffeln im Heimatmuseum Schloss Sinzig in der Ausstellung „Schwarz auf Weiß“.
Im Jahr 2019 veräußerte Volbracht einen Teil seiner Bücher-Sammlung mit Werken aus den Jahren 1822 bis 1959 an die Bibliothek des Botanischen Gartens und Botanisches Museums in Berlin. Der Ankauf wurde wegen der kulturgeschichtlichen Bedeutung der Sammlung zu einem erheblichen Teil von der Kulturstiftung der Länder finanziert.

## Werke
- Mykolibri. Die Bibliothek der Pilzbücher. C. Volbracht, limit. Aufl., Hamburg 2006. Band 2 2017
- Trüffeln. Mythos und Wirklichkeit. Tre Torri, Wiesbaden 2012, ISBN 978-3-941641-85-3
- Die Trüffel. Fake & Facts. Tre Torri, Wiesbaden 2022, ISBN 978-3-96033-150-6
- Zu schön, um nicht wahr zu sein. Rossini und die Trüffeln. Ein neues Kapitel zum Thema Die Trüffel. Fake & Facts. MykoLibri Hamburg 2021
- Oft im Schatten der Männer – Frauen als Malerinnen von Pilzen. Zeitschrift für Mykologie 88/2, 309–324, 2022
- Rossinis Makkaroni und die Spritze. La Gazetta. Zeitschrift der deutschen Rossini-Gesellschaft 2021. 2–17
- Wie die Wüstentrüffeln schwarz wurden. Zeitschrift für Mykologie 90 (1), 2024